# Evangeliumskirche (Berlin)
Die von Karl Streckebach und Carl Brodführer entworfene Evangeliumskirche ist eine Kirche am Hausotterplatz 3 im Berliner Ortsteil Reinickendorf des gleichnamigen Bezirks, in der Nähe der Hausotter-Grundschule.

## Geschichte

### Vorgeschichte
Die Geschichte der Evangeliumsgemeinde begann 1897, als in der Aula der neuen Volksschule am Hausotterplatz regelmäßig Gottesdienste zusätzlich zu dem in der Dorfkirche Reinickendorf stattfanden. 1905 wurde auf dem Grundstück Hausotterstraße 25 ein Gemeindehaus gebaut. Das Grundstück schenkte der Landwirt Karl Ferdinand Hausotter der Kirchengemeinde. Das Gemeindehaus wurde als fünfter Pfarrbezirk der Gemeinde Reinickendorf in Dienst gestellt. Es wurde zunächst für Proben eines großen Chors sowie für Turn- und Sportübungen eines Jungmännervereins genutzt. Im Jahr 1925 bekam die Kirchengemeinde einen Kirchenchor. Während einer 50-Jahr-Feier im Jahr 1933 fand der erste Kindergottesdienst statt. 1936 trennte sich die Bekenntnisgemeinde und feierte eigene Gottesdienste im Gebäude Nordbahnstraße 22. Im Jahr 1952 wurde eine Schwesterstation des Mutterhauses der Paul-Gerhardt-Diakonissenschaft in Wedding. Die Gemeinde der heutigen Evangeliumskirche wurde am 1. April 1954 zusammen mit den Kirchengemeinden Luther und Segen von der Kirchengemeinde Alt-Reinickendorf abgetrennt. Im selben Jahr wurde das erste Gemeindeblatt herausgegeben.

### Evangeliumskirche
Nach der Wahl des ersten Gemeindekirchenrates im Jahr 1955 beschloss dieser den Neubau einer Kirche. Die Grundsteinlegung der Kirche am Hausotterplatz konnte am 11. Juli 1955 stattfinden. Das Richtfest wurde am 28. November des gleichen Jahres gefeiert. Am 9. Dezember 1956 erfolgte die Einweihung mit dem Spruch „Siehe da, die Hütte Gottes bei den Menschen“.

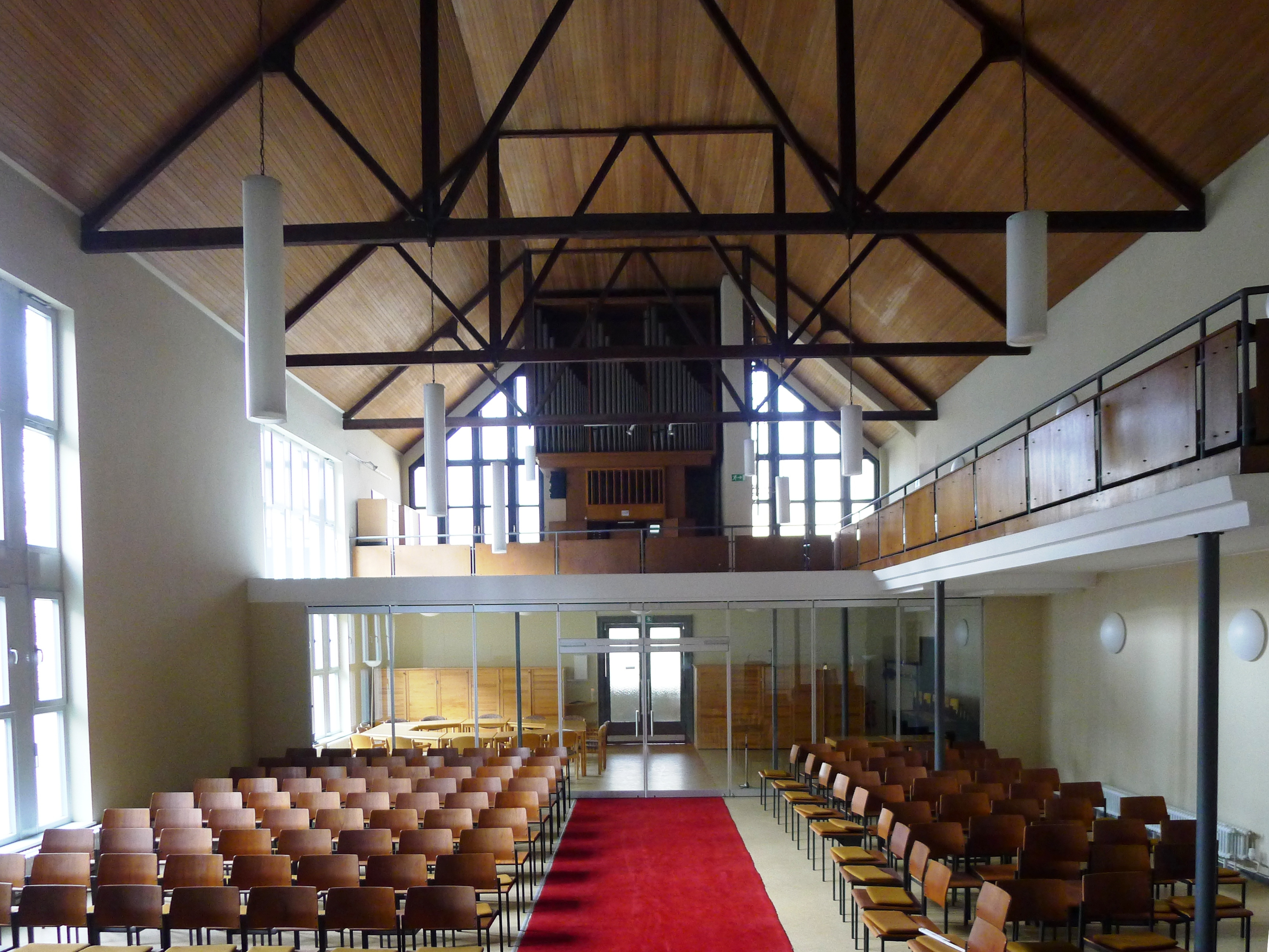
Innensicht zur Empore

Die Orgel mit zwei Manualen, Pedal und 16 Registern der Orgelbauwerkstatt von Karl Schuke ging am 17. Januar 1960 in Betrieb.
An der Nordwestecke wurde 1962 ein Anbau errichtet. Auch wurde das Gemeindehaus erweitert. 1973–1974 fanden Umbauarbeiten in Form einer Generalüberholung der Orgel sowie einer Erneuerung der Beleuchtung statt. Am 23. Juni 1974 konnte die Kirche wieder in Gebrauch genommen werden. An der Kirche entstand zwischen 2011 und 2012 ein neuer Eingangsbereich, der von zwei Anbauten flankiert wird, ferner ein Gemeindezentrum. Das alte Gemeindezentrum wurde verkauft.
Die Gesamtkosten für den Kirchenumbau und die neue Kita für Integrationskinder mit 55 Plätzen beliefen sich auf rund 1,5 Millionen Euro. Die Einweihung der Kita fand am 1. April 2012 statt.
Die künstlerische Ausstattung aus der Entstehungszeit blieb trotz verändernder Renovierungen in späteren Jahren im Wesentlichen erhalten.

## Baubeschreibung

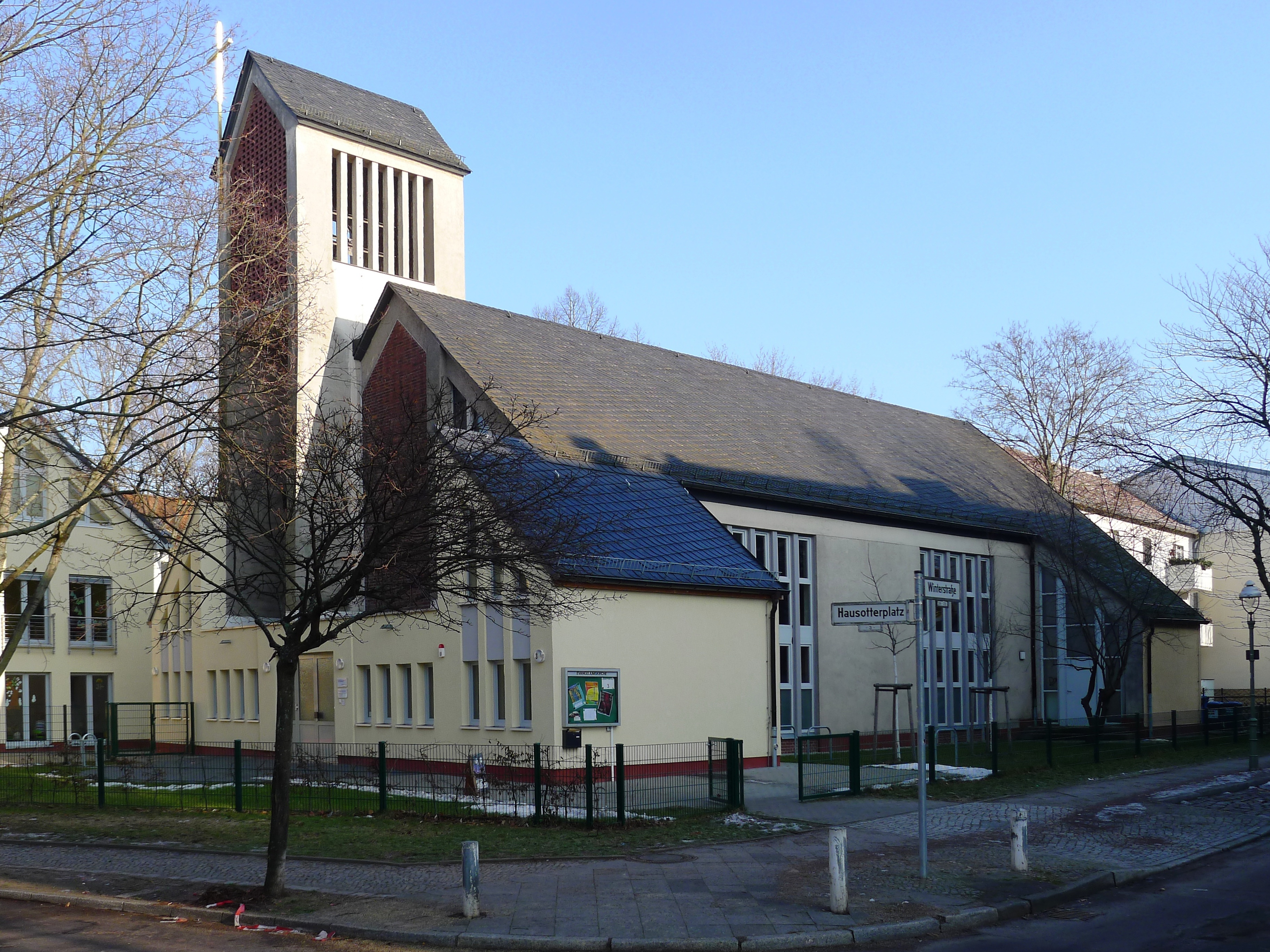
Evangeliumskirche

In den 1950er Jahren ist das Rechteck der vorherrschende Grundriss im Kirchenbau, das das Prinzip der traditionellen Wegekirche im Sinne des Eisenacher Regulativs verkörpert, bei dem der Chor der Kirche gegen Sonnenaufgang liegt. Neben dem traditionellen Grundriss wurde vielfach auch eine konventionelle Konstruktionsweise gewählt. Charakteristisch für Streckebachs Bauten ist die asymmetrische Anordnung der von Stützen aus Stahl getragenen Empore auf nur einer Seite des Langhauses. Die mit einem Satteldach gedeckte Saalkirche ist ein Stahlbetonskelettbau mit zwei Anbauten, der nach Süden für die Sakristei und der nach Norden für das Taufbecken. Die Sparren des Dachstuhls sind innen sichtbar. Über den Kehlbalken befindet sich eine Flachdecke. Die Wände sind über einem Sockel aus roten Ziegeln sandfarben verputzt. An den Längswänden reichen die in Sichtbeton gerahmten Fenster bis fast zur Dachtraufe.

## Innenausstattung

### Kirchenkreuz
Das über dem Altar aufgehängte eiserne Kreuz ist ein Geschenk der Firma Sachse & Co. aus der Residenzstraße. Ursprünglich sollte das Kreuz auf dem Kirchturm aufgestellt werden, mit einem Gewicht von ca. 700 kg war es für diesen jedoch zu schwer. Für den Kirchturm wurde anschließend ein leichteres Kreuz gefertigt, das später mit Blattgold überzogen wurde.

### Altarbilder

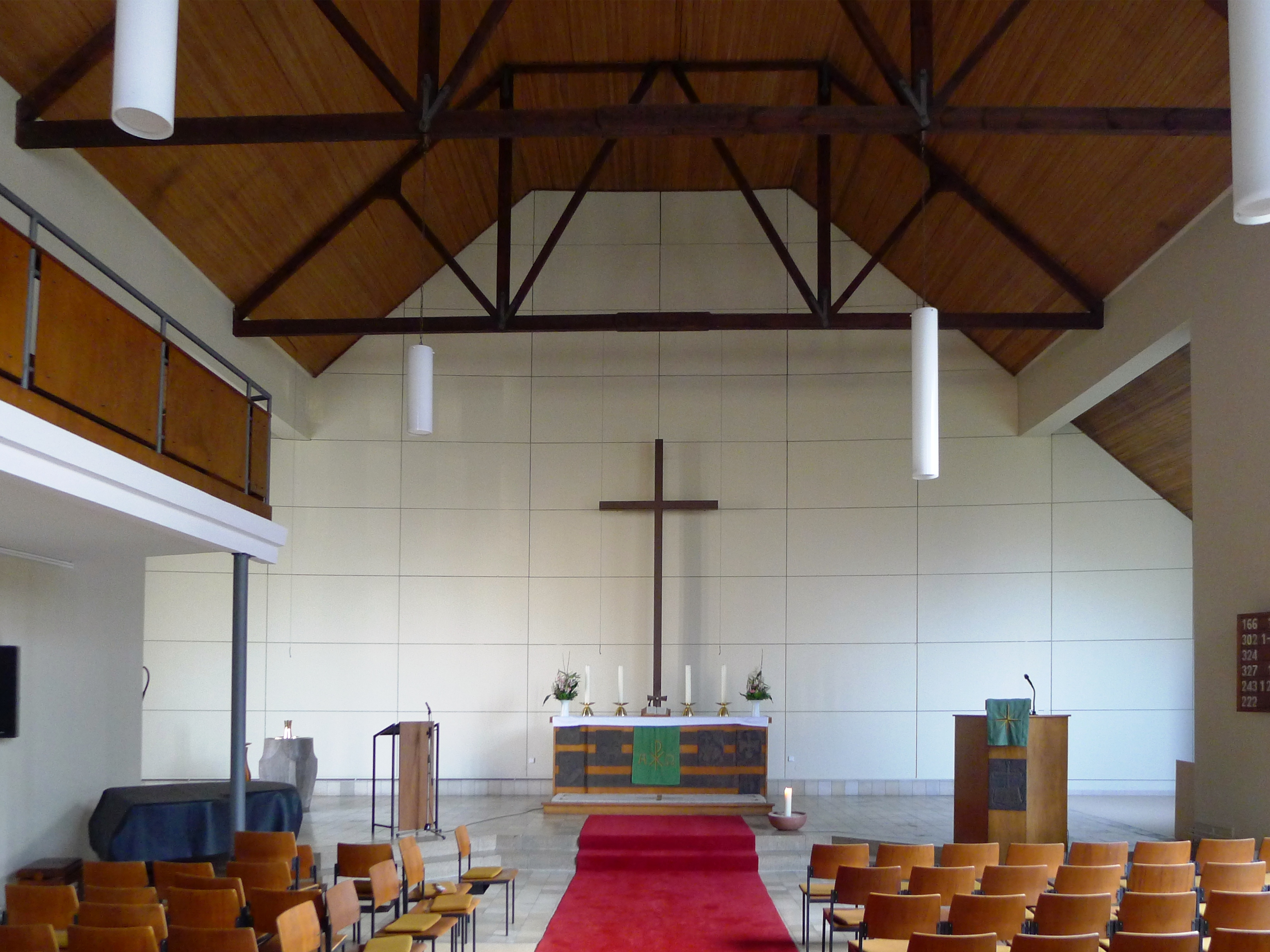
Innensicht zum Altar

Auf dem Altar sind insgesamt sechs Reliefbilder eingelassen. Sie tragen die folgenden Titel:
- Jesus zieht in Jerusalem ein,
- Brot und Kelch,
- Das Osterlamm,
- Der offene Sarg,
- Die Füße des Auferstandenen,
- Die Pfingstaube.[3]

### Kirchenglocken
Seitlich vom Eingang steht ein teilweise offener Glockenturm aus zwei Wandscheiben, der ebenfalls mit einem Satteldach gedeckt ist. In der Läutemaschine der Glockenstube, die Böttcher und Klapper herstellte, hingen zunächst drei Gussstahlglocken. Sie wurden für 15.385 Mark (kaufkraftbereinigt in heutiger Währung: rund 37.400 Euro) durch ein Glockengeläut aus drei Bronzeglocken aus der Glockengießerei Petit & Gebr. Edelbrock ersetzt, das am 3. Oktober 1965 geweiht wurde.
| Schlagton | Gewicht | Durchmesser | 0Höhe0 | Krone | Text der Bibel   | Inschrift                                                                                |
| --------- | ------- | ----------- | ------ | ----- | ---------------- | ---------------------------------------------------------------------------------------- |
| a'        | 450 kg  | 92 cm       | 74 cm  | 15 cm | (Hebräer 3,7-8 ) | Heute, so ihr hören werdet seine Stimme, so verstocket eure Herzen nicht.                |
| h'        | 310 kg  | 81 cm       | 66 cm  | 14 cm | (Jakobus 1,22 )  | Seid Täter des Wortes und nicht Hörer allein, dadurch ihr euch selbst betrüget.          |
| d"        | 180 kg  | 67 cm       | 55 cm  | 12 cm | (Johannes 3,1 )  | Sehet, welch eine Liebe hat uns der Vater erzeigt, dass wir Kinder Gottes sollen heißen. |